# تيبور ميراي
تيبور ميراي (6 أبريل 1924 - 12 نوفمبر 2020)، هو صحفي وكاتب مجري، عمل في صحف مختلفة خلال حقبة النظام الشيوعي. كان مراسلًا حربًا لـ «Szabad Nép» (اليومية الرسمية لحزب الشعب العامل المجري الشيوعي الحاكم وسلف نيبس أبادساج) خلال الحرب الكورية.

## روابط خارجية
- سيرة تيبور ميراي